# Ministrowie spraw zagranicznych Słowacji
Ministrowie spraw zagranicznych Słowacji kierują Ministerstwem Spraw Zagranicznych. Do 1 stycznia 1993 funkcjonował również urząd ministra spraw zagranicznych Czeskiej i Słowackiej Republiki Federacyjnej.

## Lista ministrów
| Minister            | Zdjęcie | Od                   | Do                   | Partia   |
| ------------------- | ------- | -------------------- | -------------------- | -------- |
| Milan Kňažko        |         | 6 września 1990      | 22 kwietnia 1991     | VPN      |
| Pavol Demeš         |         | 6 maja 1991          | 24 czerwca 1992      | Niez.    |
| Milan Kňažko        |         | 24 czerwca 1992      | 19 marca 1993        | HZDS     |
| Jozef Moravčík      |         | 19 marca 1993        | 15 marca 1994        | HZDS     |
| Eduard Kukan        |         | 15 marca 1994        | 13 grudnia 1994      | DEÚS     |
| Juraj Schenk        |         | 13 grudnia 1994      | 27 sierpnia 1996     | HZDS     |
| Pavol Hamžík        |         | 27 sierpnia 1996     | 11 czerwca 1997      | HZDS     |
| Zdenka Kramplová    |         | 11 czerwca 1997      | 6 października 1998  | HZDS     |
| Eduard Kukan        |         | 30 października 1998 | 4 lipca 2002         | SDK/SDKÚ |
| Ján Kubiš           |         | 4 lipca 2006         | 26 stycznia 2009     | SMER-SD  |
| Miroslav Lajčák     |         | 26 stycznia 2009     | 8 lipca 2010         | SMER-SD  |
| Mikuláš Dzurinda    |         | 8 lipca 2010         | 4 kwietnia 2012      | SDKÚ-DS  |
| Miroslav Lajčák     |         | 4 kwietnia 2012      | 21 marca 2020        | SMER-SD  |
| Ivan Korčok         |         | 8 kwietnia 2020      | 25 marca 2021        | SaS      |
| Ivan Korčok         |         | 1 kwietnia 2021      | 13 września 2022     | SaS      |
| Rastislav Káčer     |         | 13 września 2022     | 15 maja 2023         | bezp.    |
| Miroslav Wlachovský |         | 15 maja 2023         | 25 października 2023 | bezp.    |
| Juraj Blanár        |         | 25 października 2023 |                      | SMER-SD  |